# Демидовка (Ровненская область)
Деми́довка (укр. Демидівка) — посёлок в Дубенском районе Ровненской области Украины. Административный центр Демидовской поселковой общины.

## Географическое положение
Демидовка находится на обоих берегах небольшой реки Рачи, в 80 км от Ровно.

## История
Археологические находки (каменные топоры, молоток) свидетельствуют, что эти земли были заселены ещё в эпоху бронзы. Найдены также римские монеты II века, сохранились остатки древнерусского посёлка. На территории села Лишня, которое расположено на расстоянии 2 км от Демидовки, остались следы развалин старинного замка, вокруг которого был вырыт ров, который заполнялся водой. Местность, где был замок, и теперь называется «Замчысько».
Первое упоминание о населённом пункте относится к 1570 году. Тогда оно называлось Демидов. В начале XVII в. Демидов был небольшим поселением, которое принадлежало нескольким помещикам. Вместе с Лишней в нём в 1629 году был 21 дом.
В годы освободительной войны украинского народа 1648—1654 гг. жители городов и деревень вдоль рек Иквы и Стыр активно боролось против польско-шляхтинского порабощения. И сейчас на полях между Демидовкой и Берестечком крестьяне находят оружие и личные вещи казаков.
Положение жителей Демидовки, которая после «Вечного мира» 1686 года осталась в составе Польши, стало ещё хуже. Размер панщины в конце XVII ст. составлял в среднем 5—6 дней в неделю. Кроме панщины, крестьяне должны были выходить на зажинки, обжинки, платить денежный чинш. Но в течение XVIII в. на Правобережье часто возникали крестьянские восстания, в которых участвовало и население Демидовки. Так, в 1702 году местные жители поддержали повстанцев.
Росла Демидовка очень медленно. В 1775 году в ней насчитывалось всего 43 дома. На время переписи населения, в 1797 году, здесь проживало 679 человек. Демидовка стала городком. Часть жителей занималась ремёслами.
В 1795 Демидовка вошла в состав Российской империи. До 1860 года ею владели помещики Гарчинськие, потом она стала собственностью казны.
Не избавились от нищеты трудящиеся Демидовки и после отмены крепостничества. На каждого трудоспособного человека выделялось 6 моргов (3,5 га) почти непригодной для использования земли, которая обошлась крестьянам вдвое дороже, чем того стоила. Крестьяне терпели не только социальное порабощение. В 1870 и 1873 гг. здесь произошло два крупных пожара, во время которых сгорело 76 домов. Осталось всего 53 дома, где проживало 527 человек. Большинство погорельцев вынуждены были бросать дома и идти искать средства к существованию.
Демидовка отстраивалась медленно. На время переписи населения в 1897 году здесь жили 679 человек. Отдельные семьи демидовцев, разорившись, вынуждены были идти работать на предприятия. В конце XIX и начале XX вв. в Демидовке открылось несколько небольших предприятий, принадлежавших богачам. Это лесопильня, четыре мануфактуры. В Демидовке три раза в год собирались большие ярмарки, тогда городок оживал, становилось многолюдным.
Революционные события 1905—1907 гг. в стране нашли отклик и в Демидовке. Здесь не раз происходили крестьянские волнения, были случаи стычек с полицией, крестьяне нападали на дом надзирателя с криками: «кровопийцы, взяточники, прочь полицию!» Не испугал трудящихся и террор в годы реакции. Новая волна выступлений прокатилась в 1908 году.
Выступлениями крестьян Демидовки был отмечен и 1912 год. Произошли волнения крестьян, которые были недовольны столыпинской аграрной политикой. Власти и на этот раз жестоко расправились с трудящимися. Свыше 90 человек бросили в Дубенскую тюрьму.
Низким был и культурный уровень городка. В Демидовке не было почты, лечебных и культурно-образовательных заведений. Лишь в 1913 году открыли одноклассное училище, однако не все дети имели возможность в нём учиться. Зато ещё в XIX в. здесь построили четыре церкви и несколько корчем.
Первая мировая война не обошла и Демидовку. Постоянные перемещения войск, мобилизация мужчин — все это вызвало недовольство среди местного населения.
Трудящих Демидовки возмущали принудительные повинности, дороговизна. Положение ещё более ухудшилось, когда с августа 1915 года австро-германские войска прорвались на территорию края и захватили западные уезды. В первых числах сентября 1915 года Демидовку оккупировали австро-венгерские войска. Части русской 8-й армии под командованием генерала А. А. Брусилова 10 сентября освободили городок. В течение 1915 и 1916 гг. Демидовка несколько раз с боями переходила из рук в руки воюющих армий. Это наносило её жителям тяжкие убытки.
«С радостью демидовчане приветствовали февральскую революцию» в России 1917 года, а позже те социально-экономические изменения, которые происходили в стране.
С образованием Ровенской области Демидовка стала одним из её районных центров.
С началом Великой Отечественной войны Демидовка была оккупирована гитлеровцами. За этот период были расстреляны тысячи человек, сожжено 120 жилых домов. 17 марта 1944 года Демидовку освободили части советских войск 1-го Украинского фронта.
В 1954 году Демидовскому сельскому совету были подчинены населённые пункты Дубляны и Лишня. 7 мая 1959 года Демидовка получила статус посёлка городского типа. В конце 1962 года Демидовский район расформирован, а Демидовка вошла в состав Млиновского района.
Крупнейшим предприятием посёлка был плодоовощной консервный комбинат.
В январе 1989 года численность населения составляла 2844 человека.
В декабре 1996 года Верховной Радой Украины было принято решение об образовании Демидовского района в пределах границ ранее существовавшего.
В апреле 2012 года Демидовский райотдел внутренних дел был включён в состав Млиновского РОВД.
По состоянию на 1 января 2013 года численность населения составляла 2586 человек.
В ходе административно-территориальной реформы в Украине, в 2020 году Демидовский район был упразднён, а посёлок стал административным центром Демидовской поселковой общины Дубенского района.

## Современное состояние
Сейчас в Демидовке работают общеобразовательная школа лицей, высшее профессионально-техническое училище, центральная районная больница, детский сад, дом культуры и библиотека.

## Транспорт
Посёлок находится в 32 км от ж.д. станции Рудня-Почаювская (на линии Ровно — Львов).